# Richard Leman
Richard Alexander Leman OBE (East Grinstead, 13 juli 1959) is een hockeyer uit het Verenigd Koninkrijk. Leman speelde in totaal 228 interlands voor het Engelse elftal en het Britse hockeyelftal. 
Leman won met de Engelse ploeg in 1986 tijdens het wereldkampioenschap in eigen land de zilveren medaille. Twee jaar later tijdens de Olympische Spelen in Seoel won Leman met de Britse ploeg de gouden medaille.
Leman was van 2007 tot en met 2017 voorzitter van de Britse hockeybond en van 2005 tot en met 2016 zat Leman in het bestuur van de British Olympic Association. Leman werd tijdens de verjaardagslintjesregen van de koningin beneemt tot  officier in de Orde van het Britse Rijk.

## Erelijst
- 1981 - 6e Champions Trophy in Karachi
- 1984 –  Olympische Spelen in Los Angeles
- 1984 -  Champions Trophy in Karachi
- 1985 -  Champions Trophy in Perth
- 1986 -  Wereldkampioenschap in Londen
- 1986 - 4e Champions Trophy in Karachi
- 1988 –  Olympische Spelen in Seoel
- 1989 - 5e Champions Trophy in West-Berlijn
- 1990 - 5e Wereldkampioenschap in Lahore